# Conistra gallica
Conistra gallica là một loài bướm đêm trong họ Noctuidae.